# Melanodolius extrilidus
Melanodolius extrilidus là một loài tò vò trong họ Ichneumonidae.